# Холодний Петро Петрович
Холодний Петро Петрович, молодший (22 липня 1902, Київ, Російська імперія — 24 січня 1990, Ґлен Спей, Нью-Йорк, США) — український митець XX століття, який особливо відзначився як маляр та графік. Тематика його творчості — ікони, вітражі, мозаїки. Син Петра старшого.

## Біографія
Петро Холодний (молодший) народився в Києві в 1902 році. Вже з молодих років він знайомився близько з мистецтвом. Батько його — Петро Холодний (старший), асистент і викладач фізики у Київські політехніці, й за Центральної Ради, Гетьманату та Директорії товариш (заступник) міністра народної освіти, багато часу присвячує малярству, а в 1920 році змушений податися на еміґрацію.
Петро Холодний (молодший) мистецьку освіту здобув в Українській студії пластичного мистецтва у Празі (1926–1927) і в Академії образотворчих мистецтв у Варшаві (1928–1934); після студійних подорожей до Італії і Франції (1935) — асистент у тій самій Академії (у М. Котарбінського), викладач рисунку й технік темпери. Виконував ілюстрації для альманаха «Сонцецвіт».
Член українського мистецького гуртка «Спокій» та АНУМ, був учасником численних виставок у Львові,Варшаві, Берліні, Будапешті, Брюсселі та в Раперсвілі у Швайцарії. Після війні перебував у Німеччині, звідки 950 р.п ереїхав до США і там став почесним членом Об'єднання митців-українців в Америці (ОМУА).
Був одружений з відомою поетесою Наталією Лівицькою.
Помер 24 січня 1990 року в Ґлен Спеї (англ. Glen Spey) — українському поселенні неподалік від Нью-Йорка), США.

## Сім'я
- Батько — Холодний Петро Іванович (1876—1930)
- Дружина — Лівицька-Холодна Наталя Андріївна (1902—2005)
- Донька — Холодна-Харина Леоніда Петрівна (1925) (в сім'ї скорочено — Іда)
- Зять — о. Михайло Харина, священник Українського католицького собору Покрови Пресвятої Богородиці в Торонто[3]
- Троє онуків. Один з них Харина Андрій (1951), художник

## Творчість

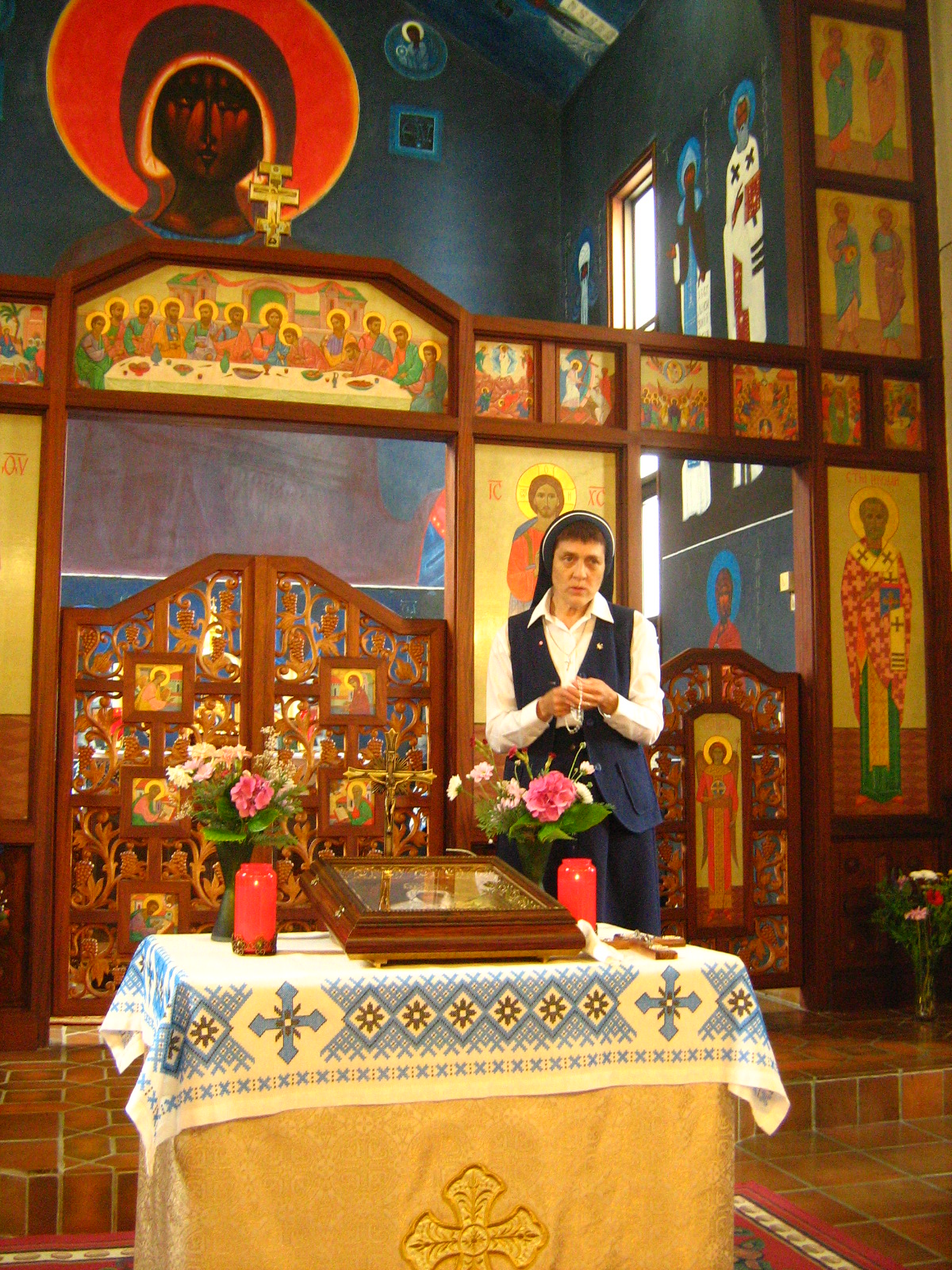
Іконостас української католицької церкви в Лурді — автор Петро Холодний (молодший)

Тематика творчості Холодного — ікони, вітражі, мозаїки.
Головні його праці монументального характеру в неовізантійському стилі: іконостас і мозаїки в церкві св. Андрія (Баунд-Брук, Нью-Джерсі), вітражі і мозаїки (1964–1965) у церкві св. Івана Христителя (Ньюарк, Нью-Джерсі), ікони в церквах Гантеру (Нью-Йорк, 1963–1964), Ґлен Спей (Нью-Йорк, 1969), у Трентоні (Нью-Джерсі), вітражі в церкві св. Юрія (Нью-Йорк), іконостас української католицької церкви в Лурді (Франція).
Проте Холодний як митець — різносторонній, видатно працює також у ділянках краєвиду і фігуральної композиції, включно до зображень жуків у збільшеній формі на основі власної ентомологічної колекції.
На творчості Холодного помітні впливи модерних течій, насамперед кубізму та конструктивізму, тим самим він наближається до школи Михайла Бойчука.
У прагненні до максимального спрощення форм Холодний органічно поєднує візантійські традиції пласкости й насичености кольорів з модерними течіями малярства. Вирішальним у нього є завжди ритмічне звучання гри ліній і логічне дотримання законів формальної гармонії.
Холодний є також майстром книжкової графіки, довголітнім ілюстратором журналу для дітей «Веселка». У дрібній графіці (екслібриси, фірмові знаки, монограми), ориґінальній у змісті й формі, відзначається елеґантною легкістю лінії.
Холодний учасник численних виставок ОМУА, зокрема в Детройті (1960).
У музеї в Ньюарку (1977); мав індивідуальні виставки в Нью-Йорку, Філадельфії (1973 і 1977), в Чикаго (1977) і ретроспективну виставку в його 80-ліття (1982) у Нью-Йорку.